# Valentin Nikolaev
Valentin Nikolaev (n. 6 aprilie 1924, Dolîno-Kameanka, Raionul Znameanka, RSS Ucraineană, URSS – d. 31 octombrie 2004, Rostov-pe-Don, Regiunea Rostov, Rusia) a fost un luptător ce a reprezentat Uniunea Republicilor Sovietice Socialiste, medaliat olimpic. A participat la o ediție a Jocurilor Olimpice (1956) în care a câștigat o medalie de aur.

## Participări
Lista de mai jos prezintă principalele competiții la care a participat Valentin Nikolaev de-a lungul carierei.
- wrestling at the 1956 Summer Olympics – men's Greco-Roman light heavyweight[*]